# 크래프트: 레거시
크래프트: 레거시(The Craft: Legacy)는 미국에서 제작된 조 리스터 존스 감독의 2020년 드라마, 판타지, 공포 영화이다. 미셸 모나한 등이 주연으로 출연하였다.
이 영화는 2020년 10월 28일 소니 픽처스 릴리싱에 의해 컬럼비아 픽처스 레이블로 주문형 비디오를 통해 미국에서 개봉하였으며 같은 날을 기점으로 선별된 국제 시장에서 극장 개봉하였다.

## 출연

### 주연
- 미셸 모나한
- 케일리 스패니
- 데이비드 듀코브니

### 조연
- 니콜라스 갈리친